# Eurycyde setosa
Eurycyde setosa là một loài nhện biển trong họ Ascorhynchidae. Loài này thuộc chi Eurycyde. Eurycyde setosa được miêu tả khoa học năm 1988 bởi Child.